# Nikoli.com
nikoli.com（ニコリコム）は、株式会社ニコリが2006年から2019年まで運営していたブラウザパズルサイトである。

## 概要
株式会社ニコリは日本の出版社であり、自社からパズル通信ニコリなどのパズル雑誌・書籍を販売し、さらに編集部が新聞・雑誌などの諸媒体に向け数独などのペンシルパズルを制作・提供しているが、そのニコリが2006年に自社単独の事業として始めたサイトである。
利用者は会費を支払うことにより、15種類のパズルの中から毎日4 - 5問ほど配信され、一ヶ月に150問前後となるペンシルパズルの問題をブラウザ上で解くことができる。解いた問題は要した時間、公開されて何人目に解き終わったか、解いた際の手数が記録される。また、解いた問題にコメントを残すこともできる。
会員は不定期に開催されるパズル早解き大会に参加することができる。
ペンシルパズル以外にも、毎月、非会員であっても参加可能な、簡単な参加型ミニゲームやコンテストを実施している。

## 来歴
- 2006年8月1日、サイト開設。問題配信開始までの間、サイト開発状況を告知するブログを随時更新した。
- 12月10日、問題配信を開始。開始当初に遊べるパズルはスリザーリンク、ぬりかべ、へやわけ、美術館、ひとりにしてくれ、カックロ、数独の7種類であった。
- 2007年7月10日、解くことのできるパズルに四角に切れを追加。
- 2008年1月10日、解くことのできるパズルにましゅを追加。
- 9月10日、解くことのできるパズルに橋をかけろを追加。
- 2009年7月10日、解くことのできるパズルにナンバーリンクを追加。
- 2010年4月10日、解くことのできるパズルにヤジリンを追加。
- 2011年3月10日、解くことのできるパズルに波及効果を追加。
- 2012年6月10日、解くことのできるパズルにシャカシャカを追加。
- 2013年6月10日、解くことのできるパズルにさとがえりを追加。
- 2014年12月10日、解くことのできるパズルにのりのりを追加。
- 2017年8月22日、Adobe Flashのサポート終了が予告されたことから、1年後まで同等のサービスを提供できるか不透明と発表。2017年8月末をもって会費の1年一括支払いを終了すると発表[1]。
- 2018年9月10日、この日の新規問題配信をもって会員サービス終了。
- 2019年3月31日、この日をもってサイト閉鎖。